# مسه‌رو
مسه‌رو (به ایتالیایی: Mesero) یک کومونه در ایتالیا است که در استان میلان واقع شده‌است. مسه‌رو ۵٫۷ کیلومتر مربع مساحت و ۳٬۷۱۶ نفر جمعیت دارد.